# Kanton Gennevilliers-Nord
Der Kanton Gennevilliers-Nord war von 1985 bis 2015 ein französischer Wahlkreis im Arrondissement Nanterre, im Département Hauts-de-Seine und in der Region Île-de-France.
Der Kanton umfasste einen Teil der Stadt Gennevilliers.

## Bevölkerungsentwicklung
| 1990   | 1999   | 2008   |
| ------ | ------ | ------ |
| 23.459 | 21.853 | 20.719 |